# فرفرية كبدية
الفُرْفُرْيَّةٌ الكَبِدِيَّة (بالإنجليزية: Peliosis hepatis) هي حالة وعائية غير شائعة تتميز بتجاويف متعددة وموزعة بشكل عشوائي ومليئة بالدم في جميع أنحاء الكبد. يتراوح حجم التجاويف عادة بين بضعة مليمترات و3 سم في القطر. في الماضي، كان مجرد فضول نسيجي موجود في بعض الأحيان عند تشريح الجثث، ولكن جرى التعرف عليه بشكل متزايد مع حالات واسعة النطاق من الإيدز إلى استخدام الستيرويدات الابتنائية. كما أنه يؤثر أحيانًا على الطحال والغدد الليمفاوية والرئتين والكلى والغدد الكظرية ونخاع العظام وأجزاء أخرى من الجهاز الهضمي.
غالبًا ما تكتب (الفرفرية الكبدية) بشكل خاطئ (التهاب الكبد الفرفري)، على الرغم من عدم كونه أحد مبيدات الكبد. ينشأ المصطلح الصحيح من الكلمة اليونانية pelios، أي تغير لونها بفعل الدم المتسرب، والحالة اللاتينية المضافة (hepatis) للكلمة اليونانية hepar، الكبد.

## مسببات المرض
- الالتهابات: فيروس نقص المناعة البشرية، داء الفرفريات (الناجم عن جنس Bartonella، البكتيريا المسؤولة عن مرض خدش القط الذي تم تحديده نسيجيًا بجوار آفات peliotic ،Staphylococcus aureus
- الحالات المزمنة: المرحلة النهائية من الفشل الكلوي، والكواشيوركور، والسل، والتهابات مزمنة أخرى[5]
- الورم الخبيث: الاعتلالات الجامائية أحادية النسيلة (الورم النقوي المتعدد وولدنستروم macroglobulinemia)، مرض هودجكين، كثرة المنسجات الخبيثة، الورم المنوي، الورم الحميد الكبدي، وسرطان الكبد[6]
- عمليات زرع الكلى: يمكن العثور عليها في ما يصل إلى 20% من المرضى، ويمكن أن تكون مرتبطة باستخدام الآزاثيوبرين أو السيكلوسبورين، وقد تترافق مع زيادة خطر رفض الزرع.[7][8]
- الأدوية والسموم: الكورتيكوستيرويدات والأندروجين والآزاثيوبرين وتاموكسيفين[9]

## الفيزيولوجيا المرضية
التسبب في داء الكبد الكبدى غير معروف. قدمت العديد من الفرضيات، مثل أنها تنشأ من التلف الظهاري الجيبي، زيادة الضغط الجيبي بسبب انسداد تدفق الدم من الكبد، أو نخر الخلايا الكبدية.
وصف يانوف وراوسون نمطين مورفولوجيين من الداء الكبدي. في النوع الوريدي، تكون الفراغات المملوءة بالدم مبطنة ببطانة وتترافق مع تمدد الأوعية الدموية في الوريد المركزي؛ في النوع المتني، لا تحتوي الفراغات على بطانة بطانية وعادة ما تكون مرتبطة بنخر متني نزفي. يعتبر البعض أن كلا النموذجين عبارة عن عملية واحدة، بدأت عن طريق النخر البؤري لحمة الكبد، والتي لوحظت في النوع المتني، وتتطور إلى تكوين جدار ليفي وبطانة بطانية حول نزيف من النوع الوريدي. يمكن أيضًا رؤية التليف وتليف الكبد والعقيدات المتجددة والأورام.

## التشخيص
عادة ما تكون الحالة بدون أعراض وتكتشف بعد التقييم غير الطبيعي لاختبار وظائف الكبد. ومع ذلك، عندما تكون شديدة، يمكن أن تظهر على شكل اليرقان وتضخم الكبد وفشل الكبد ونقص الصفاق.

## العلاج
عادة ما يوجه العلاج نحو إدارة السبب الأساسي. سحب الآزوثيوبرين يؤدي إلى هدوء في زراعة الكلى؛ المضادات الحيوية تستجيب للمضادات الحيوية. في حالات نادرة، قد يتطلب الأمر استئصال جزئي للكبد أو زرع كبد.

### الحالات الكيسية الأخرى للكبد
- مرض الكبد المتعدد الكيسات
- الخراجات الخلقية الانفرادية
- التليف الكبدي الخلقي
- كيس عداري
- مجمعات فون ماينبرغ
- مرض كارولي (النوع الخامس من الكيس الصفراوي)
- النوع الرابع من الكيسات الصفراوية